# Vorskla

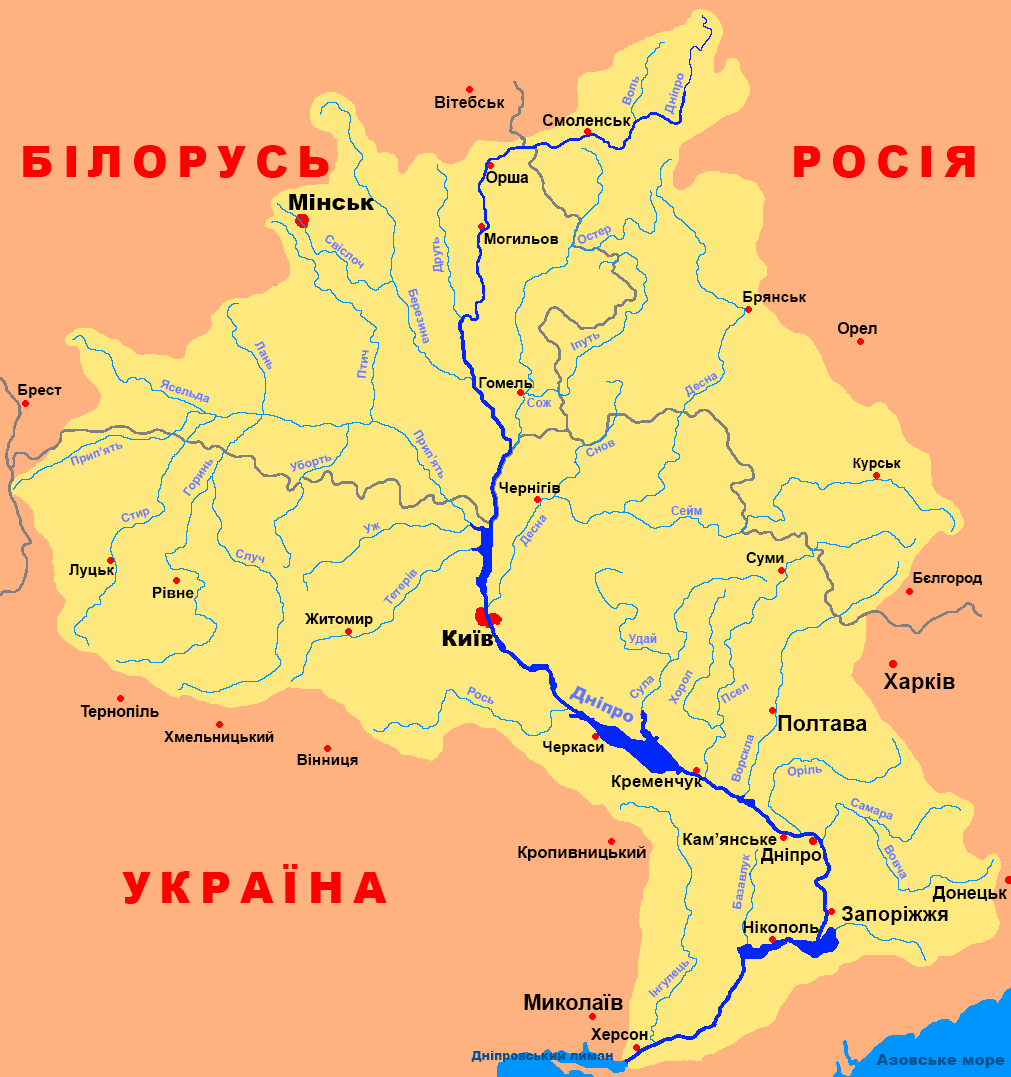

Vorskla (în ucraineană Ворскла, transliterat: Vorskla) este un râu în Rusia și Ucraina, afluent stâng al Niprului. Curge prin regiunea Belgorod din Rusia și regiunile Sumî și Poltava din Ucraina, se varsă în lacul de acumulare Kamensk (fostul Dneprodzerjinsk). Are o lungime de 464 km, suprafața bazinului hidrografic al râului este de 14,7 mii km².
Izvorăște de pe versanții vestici ai Podișului Central Rusesc, și apoi curge prin Câmpia Niprului. Valea Vorsklei este trapezoidală, și are o lățime de 10-12 km în Ucraina. Lunca râului este asimetrică; aproape pe toată lungimea sa malul drept este înalt, abrupt, cel stâng - jos, pe alocuri mlăștinos. Albia râului este șerpuitoare; lățimea Vorsklei în cursul mijlociu și inferior este de 35-40 m, în unele locuri depășind 100 m. Panta râului este de 0,3 m/km. Afluenții principali sunt Vorsklița, Boromlea (pe dreapta), Merlo, Kolomak, Tagamlîk (pe stânga).
Alimentarea râului este mixtă. Apele râului sunt mari în martie - aprilie, și mici în iulie - octombrie. Debitul mediu la gura râului depășește 36 m³/s. Este acoperit cu un strat de gheață de la începutul lui decembrie până în martie. Au fost construite mici hidrocentrale și ecluze regulatoare. Apele sale sunt folosite pentru alimentarea cu apă a populației și a întreprinderilor și pentru irigații. Pe Vorskla sunt situate orașele Poltava și Kobeleaki; de-a lungul malurilor (în regiunea Poltava) se află monumente naturale - Parcul Forestier Kovpak și Pădurea Parasoțk. Râul și malurile sale pitorești sunt locuri preferate de odihnă.